# Памир (река)
Памир (тадж. Помир, перс. پامیر‎) — река в Таджикистане и Афганистане, правый приток реки Пяндж.
Река имеет свои источники в горах Памира в Горно-Бадахшанской автономной области Таджикистана. Река течёт между Ваханским хребтом (юг) и Южно-Аличурским хребтом (север). Река Памир начинается от озера Зоркуль, на высоте 4130 метров и течёт вначале на запад, а затем юго-запад. У деревни Лангар, на высоте 2799 метров, к реке присоединяется Вахан-Дарья и вместе они образуют реку Пяндж.
Река Памир служит границей между Таджикистаном и Афганистаном по всей её длине.
К северо-западу от Лангара находятся пики Карла Маркса высотой 6726 м и Энгельса, высотой 6507 м.
Вдоль реки Памир проходит автодорога до Хорога, где она поворачивает на север и присоединяется к Памирскому тракту. Дорога более низкого качества продолжается за озером Зоркуль далее на восток почти до границы с Китаем.